# Мореснет
Моресне́т (Морне́) или Нейтра́льный Моресне́т (Нейтра́льное Морне́) (нидерл. Neutraal Moresnet, нем. Neutral-Moresnet, фр. Moresnet-Neutre) — нейтральная зона, кондоминиум площадью около 3,5 км², который существовал в 1816—1920 годах. Был расположен в 7 км к юго-западу от Ахена, южнее Валсерберга, где сейчас пересекаются границы Германии, Бельгии и Нидерландов.
Название имеет различные произношения, поскольку само по себе оно — французского происхождения, однако население Мореснета произносило его в соответствии с немецкими или нидерландскими языковыми нормами.
По окончании французской оккупации в 1816 году Объединённое королевство Нидерланды и Пруссия решили не спорить из-за этого клочка земли и устроить здесь нейтральную зону, которая поначалу управлялась совместно этими государствами. В 1830 году, когда Бельгия получила независимость от Нидерландов, бельгийцы заменили голландцев в управлении Мореснетом (хотя формально Нидерланды никогда не уступали свои претензии). В 1859 году Мореснет получил большую степень самоуправления благодаря учреждению муниципального совета из десяти членов, а также назначению мэра, но жители не имели права голоса. Сюда стремились беженцы из разных стран, в Мореснете не было полиции, население считалось лицами без гражданства, зато у территории был свой флаг и герб. И только после Первой мировой войны, в 1919 году по Версальскому договору Нейтральный Мореснет отошёл к Бельгии как часть региона Эйпен-Мальмеди.

## Создание
В ходе Венского конгресса (1815 год) карта Европы была значительно перекроена с тем, чтобы отвечать новой расстановке политических сил. Одним из новых рубежей стала граница только что образованного Соединенного Королевства Нидерландов и Пруссии. В большей части обе стороны согласились с границей, поскольку она почти полностью следовала старым линиям, однако около Мореснета линия границы была спорной.
См. Схему 1: Между деревнями Мореснет (Moresnet) и Новый Мореснет (Neu Moresnet) была основана ценная шахта по добыче цинка: фр. Вьей Монтань / нем. Альтенберг. Обе страны хотели включить этот ресурс в свою территорию, и в конце концов в 1816 году пришли к компромиссу: собственно деревня Мореснет стала голландской территорией (помечена жёлтым); Новый Мореснет стал частью Пруссии (помечена зелёным); а шахта и окружающая её деревня Кельмис (нем. Kelmis, фр. La Calamine, валлон. Calmène) на некоторое время станут нейтральной территорией, администрируемой обеими нациями (помечена голубым). Итак, новая территория имела примерно треугольную форму границы. В основании треугольника — главная дорога из Аахена в Льеж (линия b-b на Схеме 1). Шахта располагалась как раз на север от этой дороги. Позади неё две прямые линии шли на север, приближаясь друг к другу, пока не встречались в Валсерберге. Когда Бельгия в 1830 году стала независимой от Нидерландов, голландская часть перешла под бельгийский контроль, и, таким образом, Бельгия получила статус соправителя Мореснета (между прочим, Голландия никогда не уделяла должного внимания управлению Мореснетом). Сначала территорией управляли два королевских комиссионера, по одному от каждого соседа, но позже Мореснету был дарован суверенитет: два комиссионера назначали мэра (главу государства); также существовал совет из десяти членов.
Уклад жизни в Нейтральном Мореснете определялся цинковой шахтой как главным работодателем, привлекавшей многих рабочих из соседних стран, которые пополняли изначальное «нейтральное» население, хотя общее население Мореснета никогда не превышало 3000 человек. Будучи нейтральной, территория имела несколько преимуществ. В их числе были низкие налоги, отсутствие налогов на импорт из обеих соседних стран и низкие цены сравнительно с заграничными. Большинство служб, таких как почта, были поделены между Бельгией и Пруссией (на манер Андорры).
Многие иммигранты, поселившиеся в Мореснете были освобождены от воинской повинности, но в 1854 году Бельгия стала призывать своих граждан. Пруссия сделала то же самое в 1874 году. С тех пор освобождение применялось только к потомкам коренных жителей. Фактически Мореснет не имел статуса государства и не имел собственных вооружённых сил.
У Мореснета не было собственной валюты. Законным платёжным средством был французский франк. Но на практике также в обращении были валюты Пруссии, Бельгии и Нидерландов. В 1848 году появились местные монеты, но они не были официальным средством обращения, и их происхождение остаётся неясным.

## Ликвидация
Когда в 1885 году шахта была исчерпана, возникли сомнения в продолжении существования Нейтрального Мореснета. Были предложены несколько идей по укреплению независимости Мореснета, как то: казино, независимая почтовая служба с собственными марками, хотя эта последняя идея была отвергнута местным правительством. Доктор Вильгельм Молли предложил сделать Мореснет первым в мире эсперантоязычным государством под названием Amikejo («место дружбы»). Был предложен государственный гимн — одноимённый марш на эсперанто. Тем не менее, время заканчивалось для крошечной территории. Ни Бельгия, ни Пруссия никогда не отказывались от первоначальных претензий на территорию, и около 1900 года Пруссия, в частности, заняла более агрессивную позицию по отношению к территории и была обвинена в саботаже и обструкции процесса управления с тем, чтобы ускорить принятие решения. 
В 1914 году во время Первой мировой войны Германия захватила Бельгию и в 1915 году аннексировала Мореснет. Нейтральный Мореснет перестал быть нейтральным.
Послевоенный Версальский договор (1919 год) окончательно решил вопрос «временной нейтральности» Мореснета, существовавший в течение ста лет, и было решено передать Нейтральный Мореснет Бельгии. Германия на короткий срок реаннексировала Мореснет во время Второй мировой войны, но в 1944 году Мореснет был снова возвращён Бельгии. Территория Мореснета расположена в границах муниципалитета Кельмис/Ля Каламин, входящего в состав Немецкоязычного сообщества Бельгии.

## Настоящее время
Остатки Нейтрального Мореснета сегодня можно обнаружить рядом с Валсербергом. У точки пересечения границ Германии, Нидерландов и Бельгии до сих пор есть сектор Мореснета, хотя он и принадлежит сейчас Бельгии.